# Liliana Martinelli
Liliana Martinelli, född 20 maj 1970, är en argentinsk friidrottare. Hon deltog vid olympiska sommarspelen 1996.